# Globus Holding

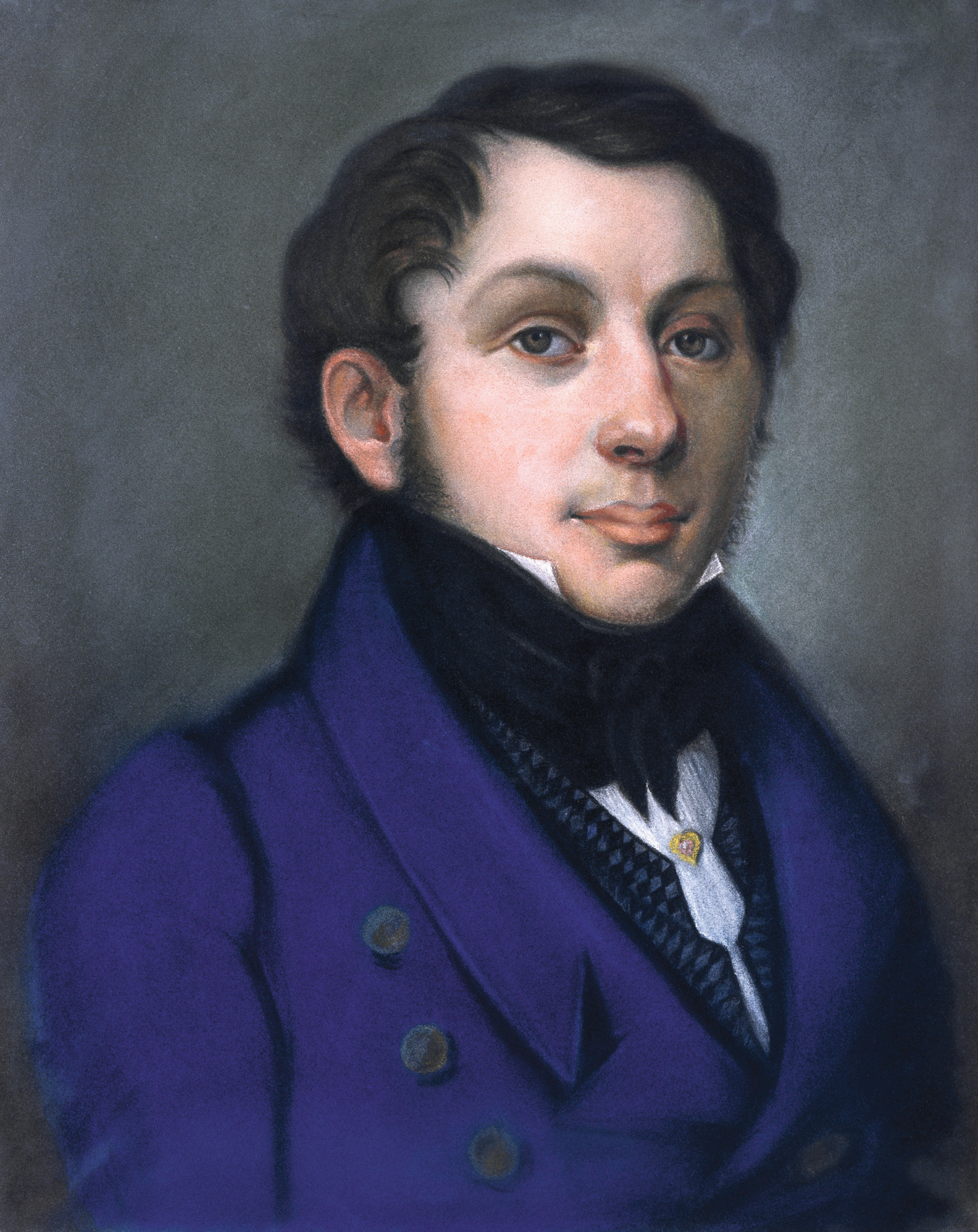
Franz Bruch

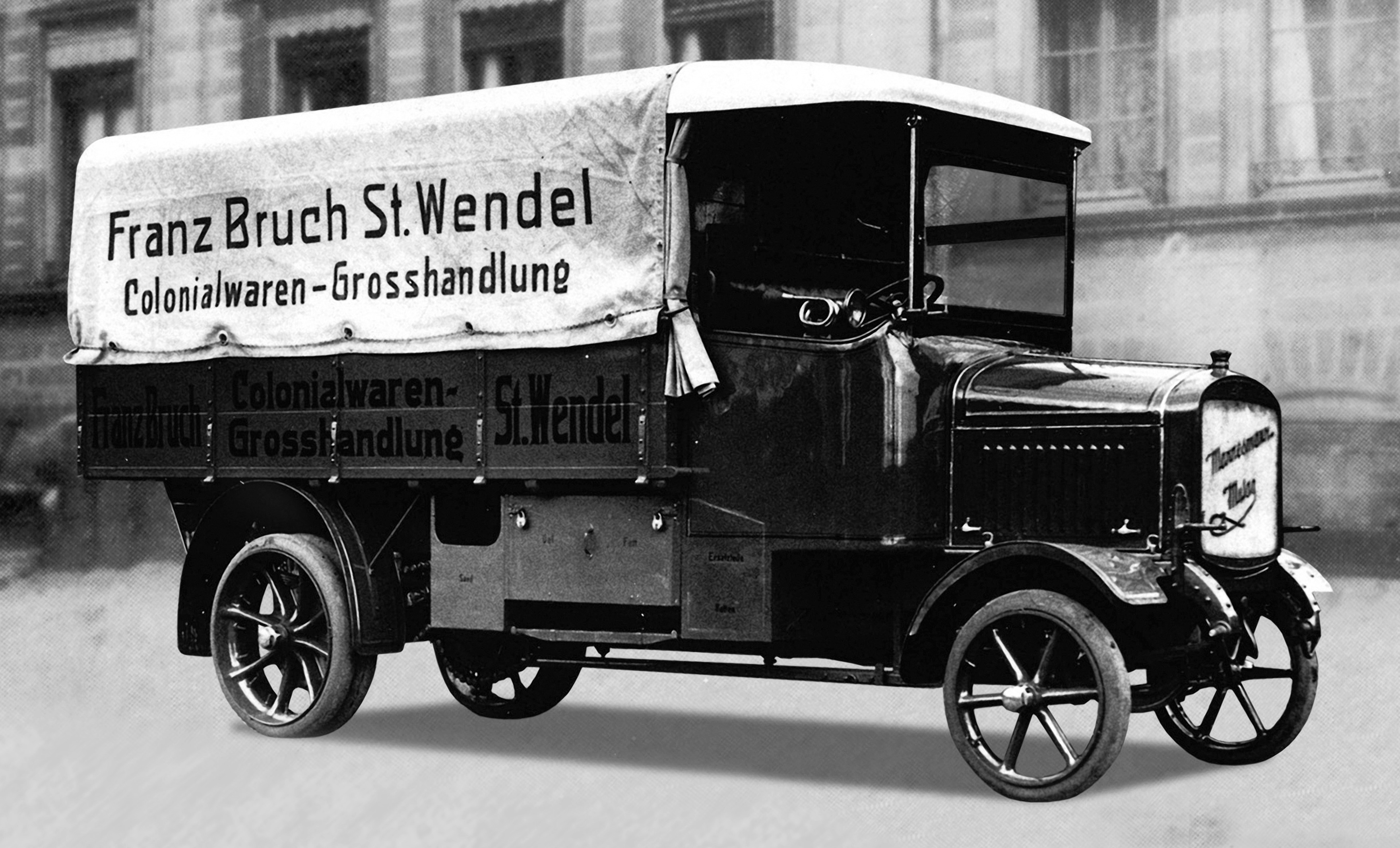
Fahrzeug der Kolonialwaren-Großhandlung Franz Bruch St. Wendel

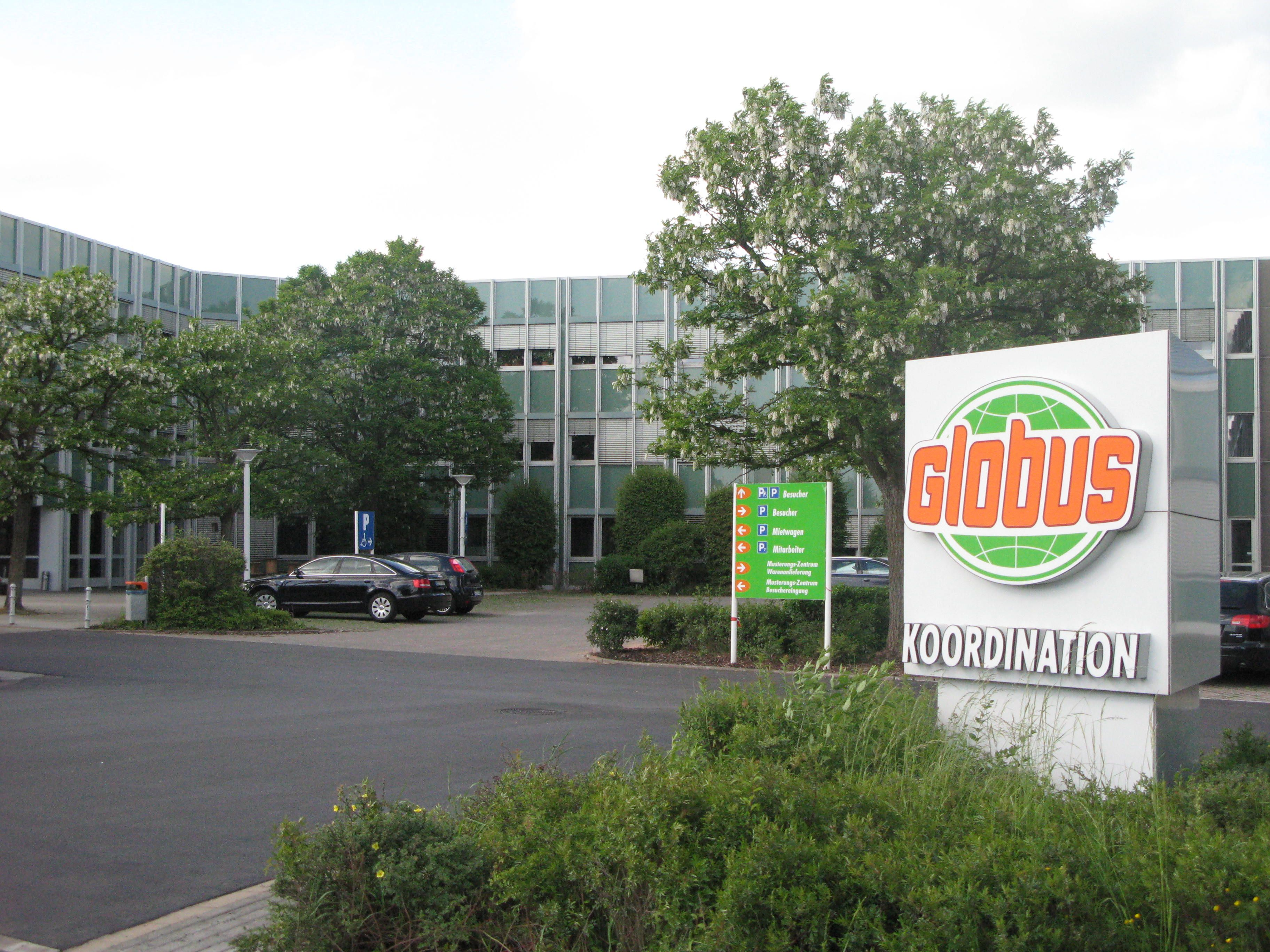
Zentrale der Globus-Gruppe (Koordination) in St. Wendel

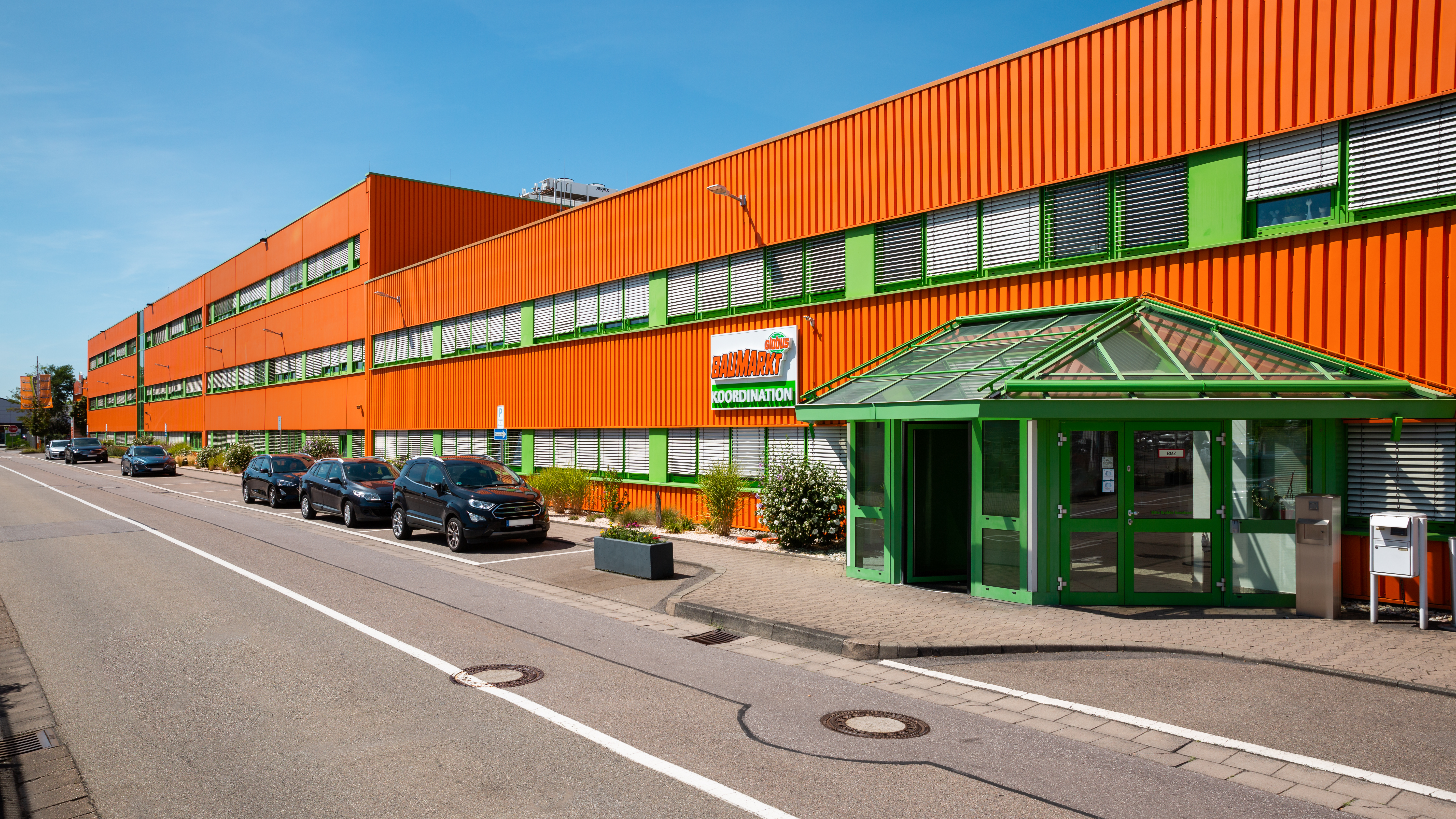
Zentrale der Globus-Fachmärkte (Koordination) in Völklingen

Die Globus-Gruppe unter Führung der Globus Holding GmbH & Co. KG ist ein Einzelhandelsunternehmen mit Sitz in St. Wendel. Zur Globus Holding gehören die unternehmensintern Globus Markthallen genannten Globus-Verbrauchermärkte in Deutschland und Tschechien sowie die Globus-Fachmärkte mit den Globus-Baumärkten und bis Oktober 2022 den AlphaTecc.-Elektrofachmärkten.

## Geschichte

### Verbrauchermärkte
Im Jahr 1828 eröffnete Franz Bruch (1801–1865) im heute zum Saarland gehörenden St. Wendel ein Handelshaus. 1865 übergab er die Geschäftsführung an seinen Sohn Joseph Adam Bruch (1837–1905) und aus dem Handelshaus wurde ein Kolonialwarenladen. Sein Enkel, Joseph Karl Bruch (1873–1949), baute die Firma von 1905 an zur Großhandlung aus. Er belieferte seine Kunden – überwiegend Lebensmittelhändler aus dem Saarland – erst mit Pferdekutschen, später mit Lkw. Am 1. Februar 1949 starb Joseph Karl Bruch. Seine beiden Söhne, Franz Josef Bruch und Walter Bruch (1913–1999), übernahmen das nun in eine GmbH umgewandelte Unternehmen.
In den 1950er Jahren wandelte sich das Einkaufsverhalten der Konsumenten und die Selbstbedienung nach amerikanischem Vorbild hielt im Einzelhandel Einzug. Walter und Franz Josef Bruch begannen daraufhin mit der Umstrukturierung des Unternehmens. 1953 eröffneten sie am Stammsitz in der St. Wendeler Balduinstraße unter der Firmierung A. Backhaus KG erstmals ein Selbstbedienungsgeschäft für Lebensmittel.
1962 folgte Am Wirthembösch in St. Wendel mit der Eröffnung der Fachring-Zentrale der erste Cash + Carry Markt der Brüder, zu dem neben Lebensmittel- auch sogenannte Nonfood-Abteilungen gehörten. Durch die Eröffnung eines ersten großflächigen Verbrauchermarktes unter dem Namen C+C Handelshof in Einöd im Jahr 1966 wuchs das Unternehmen weiter. Dieser Markt gilt als Vorläufer aller späteren Globus Betriebe. 1969 erfolgte die Umfirmierung der Märkte auf Globus. Diesen Namen hatten sich die Unternehmer im Zusammenhang mit abgepackten Lebensmitteln als Eigenmarke schützen lassen. Seither entwickelte sich die 1970 gegründete Globus Handelshof St. Wendel GmbH & Co. KG mit weiteren SB-Warenhäusern zum neuntgrößten Lebensmitteleinzelhändler Deutschlands. Die Franz Bruch GmbH stellte im März 1972 ihre Handelstätigkeit ein und wurde Kommanditistin von Globus. Zum 1. März 1980 übergab Walter Bruch seine Anteile an seinen Sohn Thomas. 1992 eröffnete in Isserstedt (heute ein Stadtteil von Jena) das erste Globus-SB-Warenhaus in den neuen Bundesländern. Ab 1995 änderte man den Namen der Standorte in Nordrhein-Westfalen zu Maxus, um eine Verwechslung mit den Globus-Märkten von Kaiser + Kellermann zu vermeiden. Außerdem musste die Namensänderung aus rechtlichen Gründen umgesetzt werden. 1996 expandierte das Unternehmen mit einem ersten Hypermarkt nach Tschechien, und am 1. September 2006 wurde der erste Hypermarkt in Russland eröffnet. 2005 eröffnete Globus die ersten Meisterbäckereien in den Globus Verbrauchermärkten.
Im Jahr 2006 schloss Thomas Bruch mit dem Begründer der massa-Märkte Karl-Heinz Kipp einen Mietvertrag über eine Reihe von SB-Warenhäusern. Bisheriger Mieter war die Firma Real, mit der sich Globus auf die schrittweise Übernahme der 14 Märkte einigte. 2008 übernahm das Einzelhandelsunternehmen zwei Real-Märkte in Kaiserslautern und Bobenheim-Roxheim. 2011 folgten die Standorte Hockenheim und Hattersheim, 2012 Wiesbaden-Nordenstadt und Stockstadt am Main, 2013 Maintal und Limburg an der Lahn, 2014 Koblenz-Bubenheim, 2016 Rüsselsheim-Bauschheim und 2021 Eschborn.
Von 2012 bis 2017 existierte ein weiteres Geschäftsfeld unter der Bezeichnung Globus Drive: Online-Bestellung von Waren, die fertig gepackt an einem Lagerstandort abgeholt werden. Außerdem bestand von 2015 bis 2019 in Saarbrücken der Kleinflächensupermarkt Fridel Markt & Restaurant.
Im Januar 2013 nahm das Unternehmen im Ranking der 500 größten Familienunternehmen der Zeitschrift Wirtschaftsblatt Platz 22 ein.
Zum 1. Juli 2020 übergab Thomas Bruch die Geschäftsführung der Globus Holding an seinen Sohn Matthias Bruch. Im August 2020 traten die Globus SB-Warenhäuser der Handelskooperation RTG (Retail Trade Group) bei, einer der derzeit größten Handelskooperationen Deutschlands. Ende 2020 genehmigte das Bundeskartellamt Globus die Übernahme von bis zu 24 Real-Standorten. 2021 erfolgte die Übernahme der ersten drei Real-Kauf-Markthallen in Braunschweig,  Krefeld und Essen. Zehn weitere Real-Kauf-Markthallen wurden 2022 umgebaut und ins Unternehmen integriert, 2023 folgten mit Wesel, Siegen und Hamburg-Lurup die letzten drei der insgesamt 16 Standort-Übernahmen.
Im Rahmen einer Überarbeitung von Konzept und Erscheinungsbild der Selbstbedienungs-Warenhäuser des Unternehmens wurden diese im Januar 2022 in Markthallen umbenannt. Gleichzeitig firmierte die Globus SB-Warenhaus Holding zur Globus Markthallen Holding um.
Im September 2024 gab die Kette bekannt, dass nach umfangreichen Prüfungen die Markthallen entschieden haben, die Standorte Bedburg, Chemnitz, Essen, Neubrandenburg und Wesel nicht selbst weiter zu betreiben. Das Bundeskartellamt forderte für den Verkauf der Markthalle in Neubrandenburg an Kaufland aufgrund von kartellrechtlichen Bedenken eine vertiefte Prüfung; Kaufland verfüge bereits über zwei Filialen in Neubrandenburg und es drohe eine marktbeherrschende Stellung. Bereits 2020, als die Filiale noch zu real gehörte, hatte das Bundeskartellamt bzgl. des Verkaufs der Filiale an Kaufland Bedenken geäußert. Globus entschied daher, die Markthalle in Neubrandenburg vorerst selbst weiterzubetreiben. Die Übernahme der vier anderen Standorte durch Kaufland wurde im November 2024 vom Bundeskartellamt genehmigt.
Die russischen Lebensmittelmärkte (OOO Hyperglobus / Globus Russland) wurden zum Jahreswechsel 2024/2025 in eine eigenständige Gesellschaft abgespalten und agieren seit Januar 2025 unabhängig.

Logo-Historie
Logo der Globus Holding (bis 2005)
Logo der Globus Holding (2005–2014)
Logo der Globus Holding (2014–2022)
Logo der Globus Holding (seit 2022)

### Fachmärkte

#### Globus-Baumärkte
Eine erste Baumarktabteilung entstand 1969 im Globus-SB-Warenhaus Saarbrücken. 1982 initiierte Erich Huwer in Gensingen den ersten Globus-Baumarkt – dieser Markt war noch einem SB-Warenhaus angegliedert – und baute im Folgenden die eigenständige Baumarktsparte des Unternehmens auf. Huwer blieb bis 2019 in geschäftsführender Position für die Globus-Fachmärkte tätig.
Eigenständige Baumärkte folgten 1986 in Zweibrücken und 1988 in Regensburg. 1990 begann mit der Eröffnung eines Baumarkts in Ilmenau die Expansion nach Ostdeutschland. 1987 wurden die Aktivitäten in der Globus Baumarkt Holding GmbH & Co. KG zusammengefasst, seit 2003 existiert die heutige Globus Fachmärkte GmbH & Co. KG.
Im Juli 2007 erwarben die Globus-Fachmärkte 33 Hela-Großflächenbaumärkte der Distributa-Gruppe, davon 31 in Deutschland und zwei in Luxemburg. Der Zusammenschluss wurde vom Bundeskartellamt genehmigt, mit der Auflage, vier Hela- oder Globus-Baumärkte zu veräußern, und zwar jeweils einen in den Räumen Merzig-Wadern, St. Wendel, Saarpfalz-Zweibrücken und Idar-Oberstein. Im September 2007 eröffnete ein zweites Hela-Profi-Zentrum in Luxemburg. Die Hela-Märkte Idar-Oberstein, Neunkirchen/Saar, Schmelz und St. Ingbert wurden zum 1. Juli 2010 an Obi veräußert. In den folgenden Jahren wurden die Hela-Märkte nach und nach auf das Globus-Baumarkt-Konzept umgestellt; das letzte Hela-Profi-Zentrum in Kusel wurde im März 2022 umgeflaggt.
Im Dezember 2013 gaben die Globus-Fachmärkte die Übernahme von elf Standorten (Göttingen, Salzgitter, Wolfsburg, Braunschweig, Oststeinbek, Magdeburg, Oldenburg, Dessau, Lippstadt, Marl und Unna) der insolventen Baumarktkette Max Bahr bekannt.
Im Januar 2020 übernahm Timo Huwer, der bereits seit 2012 der Leitung der Globus-Fachmärkte angehörte, die Position seines Vaters Erich Huwer als Sprecher der Geschäftsführung.

#### AlphaTecc.-Elektrofachmärkte
1994 wurde in Losheim am See der erste AlphaTecc.-Elektromarkt eröffnet. Seit 2010 gehörte zu AlphaTecc. auch die E-Commerce-Handelsplattform hitseller.de. Im März 2019 wurde die AlphaTecc. Elektrofachmärkte GmbH & Co. KG auf die Globus Fachmärkte GmbH & Co. KG verschmolzen. Ende Juli 2022 gab Globus Fachmärkte die Abgabe der AlphaTecc.-Standorte an expert zum 1. Oktober 2022 bekannt.

## Geschäftstätigkeit

### Vertriebslinien und Standorte

#### Hypermärkte

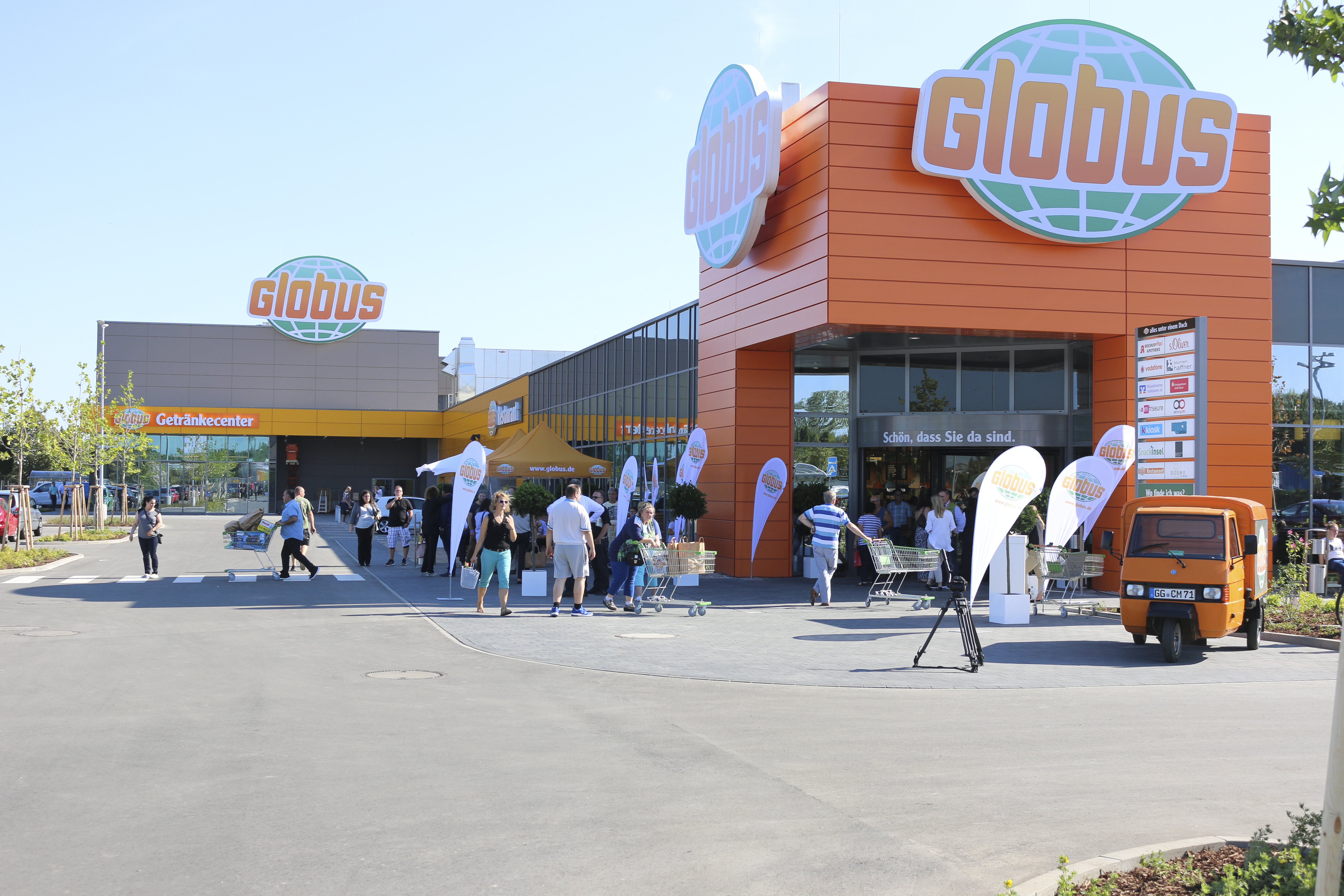
Globus-Markt Rüsselsheim

Globus betreibt in Deutschland 65 und in Tschechien 16 Märkte (Stand: Februar 2024). In Tschechien unterhält das Unternehmen außerdem den eigenständigen Kleinflächensupermarkt Globus Fresh in Pardubice, in Prag-Stodůlky und in Prag-Řepy.
Die Märkte bieten unter der Dachmarke Von Hand mit Herz Globus in verschiedenen Preissegmenten Produkte aus eigener Produktion an. Darüber hinaus gibt es weitere Eigenmarken: Globus Qualitätsmarke (Lebensmittel des täglichen Bedarfs), Globus Bio (Bio-Lebensmittel), Globus Fresh'n'Go (Instant- & Fertiggerichte), Jeden Tag (Lebensmittel des täglichen Bedarfs) und Globus-Gold (Premiummarke für Obst/Gemüse). Außerdem gibt es die Non-Food-Eigenmarken OHO (Produkte des täglichen Haushaltsbedarfs), Natuvell (Drogerieartikel) und clino! (Putz-, Reinigungs- und Waschmittel), sowie im Bereich Tiernahrung Globus Gold und Natur+Liebe. Die deutschen Märkte der Gruppe werden täglich vom Tochterunternehmen Globus Logistik GmbH & Co. KG mit Sitz in Bingen-Kempten und Löbichau mit allen Artikeln des Sortimentes versorgt.
Außerdem sind an den jeweiligen Standorten in Eigenproduktion arbeitende Fachmetzgereien, Bäckereien und Gastronomiebereiche vorhanden, sowie Frischetheken für Sushi, Käse und Fisch. An einigen Standorten gibt es auch Tankstellen, E-Ladeparks und Waschstraßen. Die früher von Globus betriebenen Auto- und Reifencenter wurden 2020 von Pitstop übernommen. Die russischen Lebensmittelmärkte agieren seit Januar 2025 unabhängig und gehören nicht mehr zur Globus Holding.

#### Fachmärkte

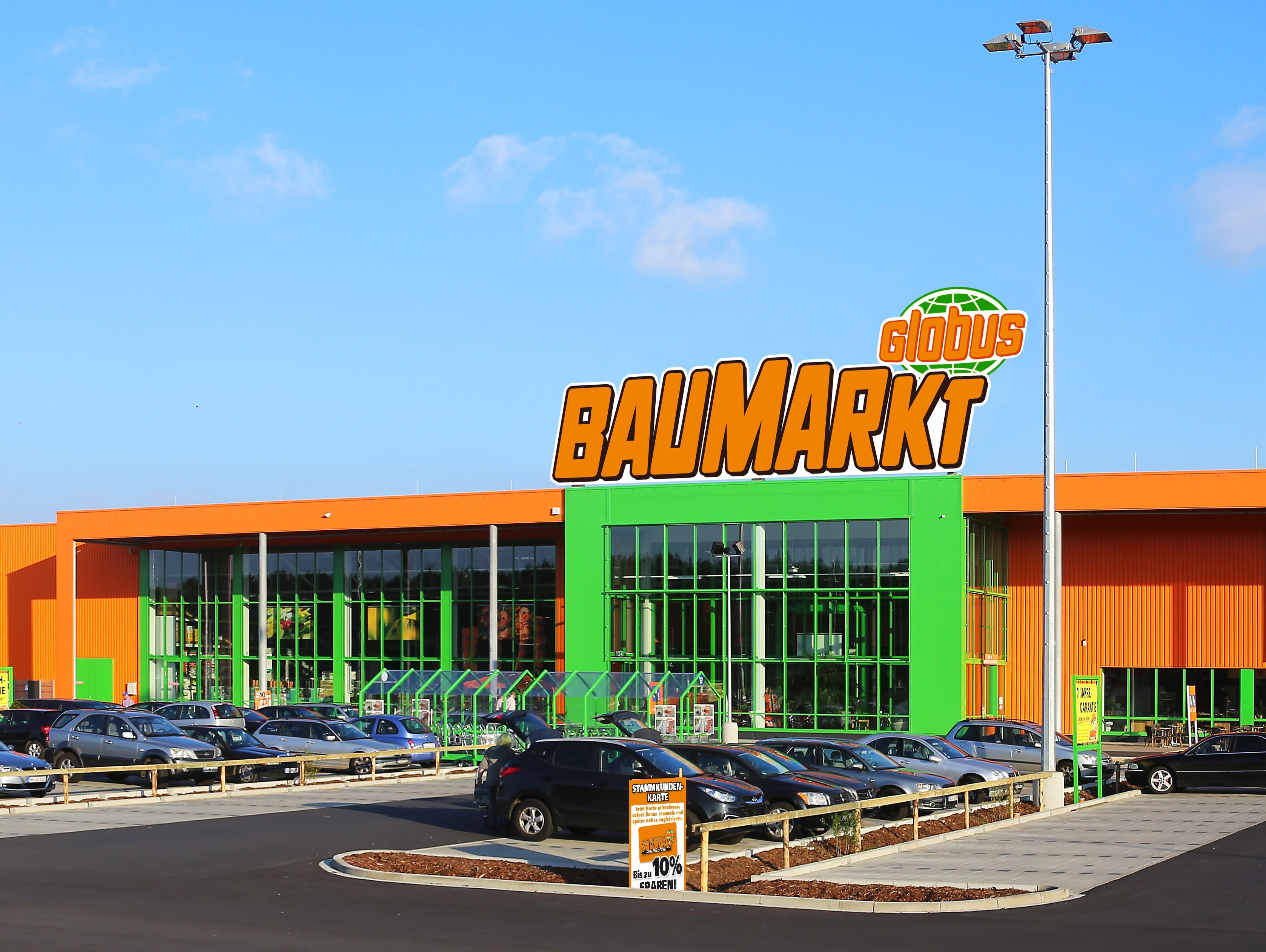
Globus-Baumarkt Kaltenkirchen

Aktuelles Logo der Globus Baumärkte

Insgesamt gibt es derzeit 90 Globus-Baumärkte, davon 88 in Deutschland und zwei in Luxemburg, mit rund 9.000 Mitarbeitern. Die Verwaltung befindet sich in Völklingen.
Zu den Eigenmarken des Unternehmens gehören Primaster und TrendLine. An einigen Standorten sind Kfz-Meisterwerkstätten sowie ein Gastronomiebereich (Trefferia) vorhanden.
Die Globus-Fachmärkte sind in Deutschland mit der ISO-Norm 45001 für Arbeits- und Gesundheitsschutzmanagement, der ISO-Norm 14001 für Umweltmanagement und der ISO-Norm 50001 für Energiemanagement zertifiziert.

### Mitarbeiterbeziehungen
Globus bietet seinen Mitarbeitern seit 1990 die Möglichkeit, sich an der wirtschaftlichen Entwicklung des Unternehmens zu beteiligen. Rund die Hälfte der Mitarbeiter in Deutschland sind stille Beteiligte am Unternehmen. Das Unternehmen unterscheidet zwischen zwei Beteiligungsmodellen: Durch „Plus 1000“ können sich Mitarbeiter am eigenen Standort beteiligen, durch „Plus 2000“ am Gesamtunternehmen.
Im März 2013 kündigten die Globus-SB-Warenhäuser an, aus dem Tarifvertrag für den Einzelhandel auszusteigen und eigene Tarifstrukturen einzuführen. Für die bisherigen Beschäftigten galt allerdings ein Bestandsschutz. Während die Gewerkschaft ver.di Globus vorwarf, den Preiskampf im Lebensmitteleinzelhandel auf dem Rücken der Mitarbeiter auszutragen, nannte Globus die im Kern mehr als 70 Jahre alten und nicht mehr der heutigen Arbeitswelt entsprechenden Tarifverträge für den Einzelhandel als Hauptgrund für den Ausstieg. Zwischenzeitlich beschäftigte Globus mehr als 1000 Mitarbeiter in der konzerneigenen Zeitarbeitsfirma Globus Personal Service GmbH mit Sitz in Bingen. Inzwischen wurde diese Gesellschaft aufgelöst und alle Mitarbeiter direkt in den Betrieben eingestellt.

### Stiftung
Im Jahr 2005 gründete der damals geschäftsführende Gesellschafter der Globus Holding, Thomas Bruch, die gemeinnützige Globus-Stiftung, um die sozialen Aktivitäten der Globus-Gruppe zu bündeln und sie effizienter und zielgerichteter zu gestalten. Heute unterstützt die Globus-Stiftung sowohl Projekte in Deutschland als auch in den ärmsten Ländern der Welt. In Deutschland liegt der Schwerpunkt der Fördertätigkeit auf der Unterstützung von Initiativen für benachteiligte Jugendliche zur Eingliederung in das Berufsleben. Im Ausland unterstützt die Stiftung Projekte zur medizinischen Versorgung der Bevölkerung sowie Bildungsprojekte für Kinder und Jugendliche.
Darüber hinaus leistet die Globus-Stiftung bei Naturkatastrophen in Deutschland und im Ausland Soforthilfe.
Die Globus-Stiftung hält mehr als ein Viertel der Anteile an Globus und generiert ihr Kapital aus den Gewinnen des Unternehmens. Stiftungsgründer Thomas Bruch ist Teil des Beirats der Globus-Stiftung und trägt alle für die Verwaltung der Stiftung anfallenden Kosten privat, sodass die ihr zufließenden Mittel zu 100 Prozent in die geförderten Projekte fließen.

### Forschungskooperation
2007 wurde das Innovative Retail Laboratory (IRL), ein Forschungslabor des Deutschen Forschungszentrums für Künstliche Intelligenz (DFKI), in der Zentrale der damaligen Globus SB-Warenhaus Holding in St. Wendel eingerichtet. Die Verbindung zwischen Wissenschaftlern und Globus soll Projekten eine Ausrichtung auf Anforderungen und Potentiale zukünftiger Läden ermöglichen. Einige der im IRL entwickelten Techniken wurden inzwischen in den Globus-Märkten Koblenz und Rüsselsheim implementiert, etwa ein Artikelfinder, der den schnellsten Weg zum gewünschten Produkt zeigt. Ab 2019 bis zum Ende seines Bestehens befand sich das IRL in den Räumlichkeiten des Globus-Markts in St. Wendel.

## Unternehmensstruktur
Zur Globus Holding GmbH & Co. KG mit Sitz in St. Wendel gehören u. a. folgende Gesellschaften:
- Globus Markthallen Holding GmbH & Co. KG,  St. Wendel[66]
- Globus Fachmärkte GmbH & Co. KG, Völklingen  (Baumärkte-DIY[67])
- Globus hitseller GmbH, St. Wendel,  (Online-Shop)[68]
- Globus ČR, k.s. (Globus Tschechien)[69]

## Zahlen
Zum Geschäftsjahr 2021/2022 erfolgte eine Neustrukturierung der Unternehmenssteuerung in drei Sparten: Hypermärkte, Baumärkte und Immobilien. Die Sparte Hypermärkte umfasst die Geschäftsfelder in Russland (bis Dezember 2024), Tschechien und Deutschland. Die Globus-Gruppe beschäftigt derzeit in ihren Hypermärkten und Baumärkten mehr als 34.000 Mitarbeiter, davon knapp 28.000 in Deutschland (Stand März 2025). Globus schloss das Geschäftsjahr 2023/2024 mit einem EBIT (vor Sondereffekten) von 296,8 Mio. Euro ab. Die Bruttoumsätze der Hypermärkte lagen bei 7,59 Mrd. Euro, die der Baumärkte bei 2,05 Mrd. Euro.

## Kontroversen
Auch nach der Invasion der Ukraine durch Russland 2022 hat die Globus-Gruppe ihre Geschäftstätigkeit in Russland zunächst fortgesetzt, was zu Kritik geführt hat. Trotz des öffentlichen Drucks will der Geschäftsführer Matthias Bruch das Geschäft in Russland weiterführen. Zum 1. Januar 2025 gab die Globus Holding ihre direkte Beteiligung an den russischen Lebensmittelmärkten vollständig ab. Das Russland-Geschäft wurde in eine eigenständige Gesellschaft ausgelagert, an der sich die Globus-Gesellschafter unverändert beteiligen.